# بيناجوايلا
بلدية بيناجوايلا (بالإسبانية: Penàguila)‏, هي بلدية تقع في مقاطعة اليكانتي. جنوب شرق إسبانيا. يبلغ عدد سكانها 334 نسمة.